# قلعة بولاد
قلعة بولاد (بالفارسية: قلعه پولاد) هي قلعة تاريخية تعود إلى عصر الدولة السلجوقية، وتقع في مقاطعة نور.